# Gymnophyton polycephalum
Gymnophyton polycephalum är en flockblommig växtart som först beskrevs av John Gillies och William Jackson Hooker, och fick sitt nu gällande namn av Dominique Clos. Gymnophyton polycephalum ingår i släktet Gymnophyton och familjen flockblommiga växter. Inga underarter finns listade i Catalogue of Life.